# 沈家坑水庫
沈家坑水库是中華人民共和國浙江省舟山市岱山县长涂镇境内的一座水库。。
集雨面积0.26平方公里，坝型为土坝，坝高28.5米，总库容23.8万立方米，属小(二)型水库，为非地方管理的水库。始建于1977年。